# Jussi Björling
Jussi Björling (né le 5 février 1911 à Borlänge, Suède, et mort le 9 septembre 1960 à Stockholm) est un chanteur d'opéra suédois, l'un des plus grands ténors du XXe siècle, particulièrement admiré dans les répertoires italien et français.

## Biographie

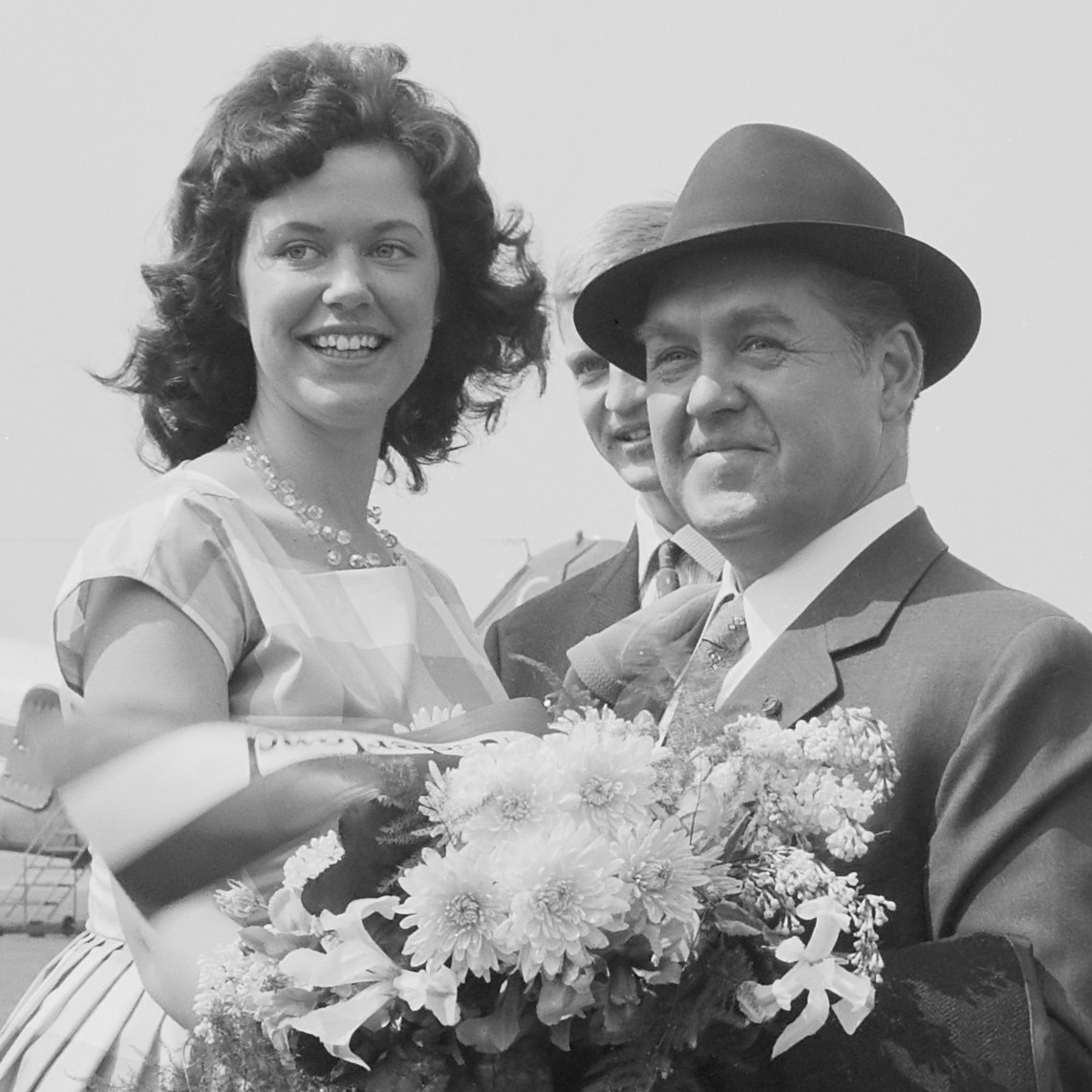
Jussi Björling et Nora de Wit (1960).

Jussi Björling est le fils du ténor et pédagogue David Björling (1873-1926) avec qui il étudie dès l'enfance. Il chante, en soprano, pour la première fois en public à l'âge de six ans, puis voyage dans le monde entier avec le « Quatuor Björling », aux côtés de son père et de ses deux frères, Olle et Gösta, également chanteurs.  
Après avoir échoué à l'examen d'entrée dans le choeur de l'opéra de Stockholm, il est admis sur l'insistance du ténor Martin Öhman. Il travaille avec John Forsell, administrateur de l'opéra et lui-même baryton, ainsi qu'avec le ténor écossais Joseph Hislop. Björling débute à Stockholm en 1930, d'abord dans de petits rôles.  Il y chantera régulièrement jusqu'en 1939 dans un vaste répertoire, son premier grand rôle sera Don Ottavio dans Don Giovanni.
Il paraît à l'Opéra de Vienne en 1937, et au Royal Opera House de Londres, en 1939, dans le rôle de Manrico de Il trovatore. Ses débuts américains ont lieu en 1937 au Lyric Opera de Chicago, dans le rôle du Duc de Rigoletto,  et l'année suivante chante pour la première fois au Metropolitan Opera de New York, dans le rôle de Rodolfo de La Bohème. Il y revient régulièrement (sauf les années de guerre où il retourne à Stockholm) jusqu'en 1960, y chantant principalement Verdi (Duc, Manrico, Riccardo, Don Carlo, Radames) et Puccini (des Grieux, Cavaradossi), mais aussi le répertoire français, notamment Faust et Roméo et Juliette. Il ne chante que deux soirées à la Scala de Milan, ce qui est plutôt étonnant pour un ténor de sa renommée.
Sujet à l'alcoolisme, il meurt en 1960 d'une attaque cardiaque alors qu'il songeait à aborder les rôles de Lohengrin et Otello.
Acteur plutôt statique, Björling s'imposait par sa voix, l'une des plus belles du XXe siècle, à la fois ensoleillée et veloutée, et dotée d'un registre aigu éblouissant. 
Björling était marié à la soprano Anna-Lisa Berg (1910-2006); leur fils Rolf a également fait une carrière de ténor.

## Discographie sélective

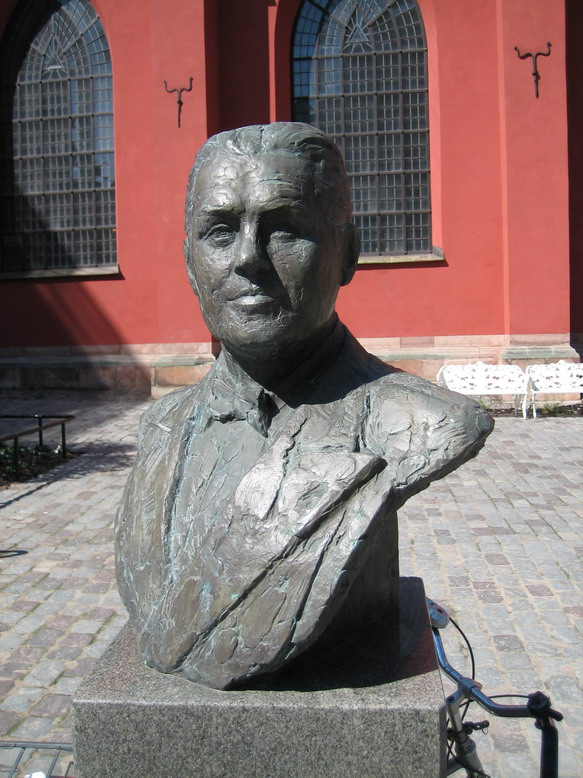
Jussi Björling

Björling a enregistré des airs populaires sous le pseudonyme d'Erik Odde.
- 1952 - Verdi - Il trovatore - Björling, Milanov, Barbieri, Warren, Moscona - Robert Shaw Chorale, RCA Victor Orchestra, Renato Cellini - (RCA)
- 1953 - Mascagni - Cavalleria rusticana - Milanov, Björling, Merrill - Robert Shaw Chorale, RCA Victor Orchestra, Renato Cellini - (RCA)
- 1953 - Leoncavallo - Pagliacci - Björling, Los Angeles, Warren, Merrill - Robert Shaw Chorale, RCA Victor Orchestra, Renato Cellini (EMI)
- 1954 - Puccini - Manon Lescaut - Albanese, Björling, Merrill, Calabrese - Chœur et orchestre de l'Opéra de Rome, Ionel Perlea - (RCA)
- 1955 - Verdi - Aida - Milanov, Björling, Barbieri, Warren, Christoff - Chœur et orchestra de l'Opéra de Rome, Ionel Perlea - (RCA)
- 1956 - Verdi - Rigoletto - Merrill, Peters, Björling, Tozzi - Chœur et orchestre de l'Opéra de Rome, Ionel Perlea - (RCA)
- 1956 - Puccini - La Bohème - Los Angeles, Björling, Amara, Merrill, Tozzi - Robert Shaw Chorale, RCA Victor Orchestra, Thomas Beecham - (EMI)
- 1957 - Puccini - Tosca - Milanov, Björling, Warren - Chœur et orchestre de l'Opéra de Rome, Erich Leinsdorf - (RCA)
- 1959 - Puccini - Madama Butterfly - Los Angeles, Björling, Pirazzini, Sereni - Chœur et orchestre de l'Opéra de Rome, Gabriele Santini - (EMI)
- 1959 - Puccini - Turandot - Nilsson, Björling, Tebaldi, Tozzi - Chœur et orchestre de l'Opéra de Rome, Erich Leinsdorf - (RCA)
- Extraits d'airs d'opéras, complétés par six extraits du récital du 2 mars 1958 à Carnegie Hall avec Frédérick Schauwecker au piano : trois Lieder de Schubert, Un rêve de Grieg, Zueignung de Richard Strauss et Nessun dorma de Turandot de Puccini (1 x 2 CD, RCA,The ultimate collection, 74321 63468 2, 1999)